# Fijocrypta vitilevu
Genre
Espèce
Fijocrypta vitilevu, unique représentant du genre Fijocrypta, est une espèce d'araignées mygalomorphes de la famille des Barychelidae.

## Distribution
Cette espèce est endémique de Viti Levu aux Fidji,.

## Description
Le mâle holotype mesure 9 mm et la femelle paratype 11 mm

## Étymologie
Son nom d'espèce lui a été donné en référence au lieu de sa découverte, Viti Levu.

## Publication originale
- Raven, 1994 : Mygalomorph spiders of the Barychelidae in Australia and the Western Pacific. Memoirs of the Queensland Museum, vol. 35, no 2, p. 291-706 (texte intégral).